# Диброва (Бородянский район)
Диброва (укр. Діброва; до 2016 г. — Диброво-Ленинское, до 1927 г. — Диброво-Анновка) — село, входит в Бородянский район Киевской области Украины.
Население по переписи 2001 года составляло 443 человека. Почтовый индекс — 07800. Телефонный код — 4577. Занимает площадь 1,1 км². Код КОАТУУ — 3221083502.

## История
- 2016 — Верховная Рада переименовала село Диброво-Ленинское в село Диброва[1].

## Местный совет
07855, Киевская обл., Бородянский р-н, с. Козинцы, ул. Шевченко, 95